# Lập pháp (Việt Nam)

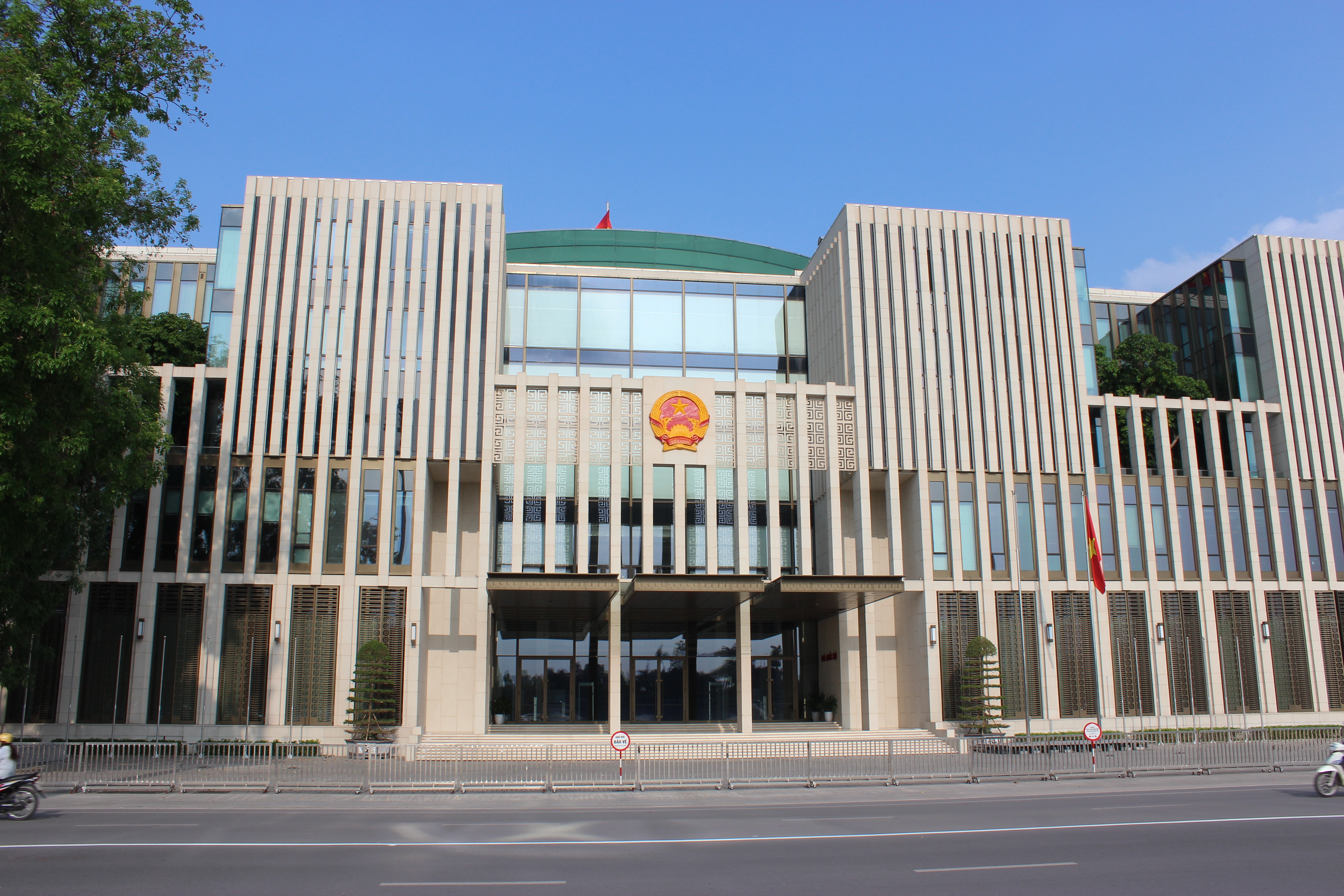
Mặt trước Nhà Quốc hội - nơi làm việc của Quốc hội Việt Nam. Quốc hội là cơ quan thực hiện quyền lập pháp cao nhất trong hệ thống chính trị Việt Nam.

Lập pháp trong Nhà nước pháp quyền xã hội chủ nghĩa Việt Nam là một bộ phận của quyền lực nhà nước - quyền lập pháp, bao gồm thể chế, thiết chế và hoạt động của thiết chế đó, thực hiện nhiệm vụ làm Hiến pháp và sửa đổi Hiến pháp, làm luật và sửa đổi luật, nhằm bảo đảm chủ quyền Nhân dân, thực thi quyền lực nhà nước, bảo đảm quyền con người, quyền công dân và lợi ích chung của toàn xã hội.

## Quyền lập pháp
Quyền lập pháp là quyền lực do nhân dân ủy thác trực tiếp cho quốc hội nhằm ban hành các văn bản có hiệu lực cao nhất của quốc gia (Hiến pháp và pháp luật) chứa đựng các quy tắc xử sự chung của toàn bộ đời sống nhà nước và xã hội.

## Đặc điểm
- Lập pháp là một bộ phận quyền lực trực tiếp và cao nhất đại diện cho lợi ích và ý chí của nhân dân.
- Lập pháp mang tính sáng tạo, là quá trình nhận thức các quy luật xã hội.
- Lập pháp được tiến hành theo một quy trình chặt chẽ nhất, phức tạp nhất so với quy trình ban hành các văn bản quy phạm pháp luật khác.
- Lập pháp do cơ quan quyền lực nhà nước cao nhất thực hiện, với thẩm quyền riêng biệt là làm Hiến pháp, sửa đổi Hiến pháp, làm luật, sửa đổi Luật.
- Lập pháp tuân thủ nguyên tắc “Quyềnn lực nhà nước là thống nhất, có sự phân công, phối hợp, kiểm soát giữa các cơ quan trong việc thực hiện các quyền lập pháp, hành pháp và tư pháp”.

## Vai trò
- Lập pháp giữ vai trò chủ đạo thực thi và đảm bảo chủ quyền nhân dân. Quốc hội là cơ quan đại biểu cao nhất của nhân dân, được nhân dân ủy quyền lập pháp. Thông qua các hoạt động tiếp xúc cử tri, tiếp nhận ý chí, nguyện vọng của nhân dân, quốc hội thể hiện ý chí, nguyện vọng đó trong Hiến pháp và các đạo luật.
- Lập pháp có vai trò quan trọng trong việc thể chế hóa các định hướng, chủ trương lãnh đạo về chính trị của Đảng Cộng sản Việt Nam đối với nhà nước và xã hội.
- Tạo nền tảng, hành lang pháp lý cho toàn xã hội và tổ chức hoạt động của bộ máy nhà nước.
- Góp phần cân bằng lợi ích của nhân dân, cử tri và lợi ích quốc gia.
- Thiết lập nên những chuẩn mực pháp lý cho hoạt động của quyền hành pháp và quyền tư pháp, góp phần thực hiện cơ chế “phân công, phối hợp, kiểm soát” giữa các cơ quan nhà nước.
- Góp phần phần phòng, chống quan liêu, tham nhũng, lãng phí; bảo đảm, bảo vệ quyền con người, quyền công dân; bảo đảm sự ổn định và phát triển của đất nước.

## Thể chế lập pháp
Thể chế lập pháp trong Nhà nước pháp quyền xã hội chủ nghĩa Việt Nam là các quy định của Hiến pháp, pháp luật về làm Hiến pháp và sửa đổi Hiến pháp, làm luật và sửa đổi luật. Thể chế lập pháp quy định về phạm vi, thẩm quyền lập hiến, lập pháp; chức năng, nhiệm vụ của cơ quan thực hiện quyền lập pháp; quy trình, thủ tục lập pháp...
Quốc hội thực hiện Quyền lập hiến và Quyền lập pháp. Về quyền lập hiến, Hiến pháp quy định quốc hội có thẩm quyền thành lập ủy ban dự thảo Hiến pháp; quyết định số lượng thành viên; quyền hạn, nhiệm vụ của cơ quan này; quyết định việc trưng cầu dân ý về hiến pháp và quốc hội, quyết định thời hạn công bố và thời gian có hiệu lực của hiến pháp. Về quyền Lập pháp, quốc hội ban hành Luật để quy định các vấn đề thuộc thẩm quyền của quốc hội (tổ chức hoạt động của quốc hội, chủ tịch nước, chính phủ, tòa án nhân dân, viện kiểm soát nhân dân...; quyền con người, nghĩa vụ cơ bản của công dân; chính sách về tiền tệ,....).

## Thiết chế lập pháp
Thiết chế lập pháp trong Nhà nước pháp quyền xã hội chủ nghĩa Việt Nam là cơ quan thực hiện quyền lập pháp theo quy định của Hiến pháp, pháp luật. Điều 69 Hiến pháp năm 2013 quy định Quốc hội là cơ quan đại biểu cao nhất của nhân dân và cơ quan quyền lực nhà nước cao nhất của nước Cộng hòa xã hội chủ nghĩa Việt Nam. Quốc hội thực hiện quyền lập hiến, quyền lập pháp; quyết định các vấn đề quan trọng của đất nước và giám sát tối cao đối với hoạt động của nhà nước.
Quốc hội là cơ quan đại biểu cao nhất của nhân dân. Quốc hội có cơ cấu thành phần đại biểu đại diện rộng rãi cho các tầng lớp nhân dân; chịu trách nhiệm trước nhân dân; thực hiện các nhiệm vụ, quyền hạn của mình dựa vào sự tín nhiệm của nhân dân, do nhân dân ủy quyền.
Quốc hội là cơ quan quyền lực nhà nước cao nhất; có chức năng: lập hiến, lập pháp; quyết định những vấn đề quan trọng của đất nước (vấn đề nhân sự cấp cao của Nhà nước, kế hoạch phát triển kinh tế xã hội 5 năm và hàng năm; quy hoạch sử dụng đất, quốc phòng - an ninh...); và giám sát tối cao đối với hoạt động của nhà nước nhằm bảo đảm cho những quy định của hiến pháp, pháp luật được thực hiện nghiêm chỉnh (giám sát Chủ tịch nước, Ủy ban Thường vụ Quốc hội, Chính phủ,.. thông qua xét báo cáo hoạt động các cơ quan; chất vấn các vấn đề,...).

## Hoàn thiện lập pháp

### Quan điểm
- Thể chế hoá kịp thời đúng đắn quan điểm, đường lối, chủ trương của Đảng; cụ thể hóa các quy định của Hiến pháp.
- Đảm bảo phát huy cao độ nội lực, trí lực và sức mạnh của toàn hệ thống chính trị.
- Xuất phát từ thực tiễn Việt Nam, tiếp thu có chọn lọc kinh nghiệm quốc tế về xây dựng và tổ chức thi hành pháp luật.
- Bảo đảm phát huy dân chủ, tăng cường pháp chế trong xây dựng pháp luật.
- Hoạt động lập pháp được tiến hành với những bước đi vững chắc; bảo đảm hiệu lực, hiệu quả thi hành của pháp luật.

### Định hướng
Hoàn thiện thể chế lập pháp: Quy định rõ phạm vi thẩm quyền của các cơ quan của Quốc hội trong quy trình lập pháp; trách nhiệm của các cơ quan nhà nước trong việc lấy ý kiến nhân dân đối với các dự thảo luật, pháp lệnh. Xây dựng căn cứ pháp lý rõ ràng hơn cho hoạt động phân tích chính sách, đánh giá tác động của văn bản pháp luật tới cuộc sống. Quy định rõ ràng chế tài đối với các hành vi vi phạm pháp luật trong hoạt động lập pháp.
Đổi mới tổ chức và hoạt động của Quốc hội bảo đảm: Quốc hội cơ quan quyền lực nhà nước cao nhất, đại diện cho cử tri cả nước; bảo đảm tính chuyên nghiệp và hiện đại trong mô hình tổ chức và phương thức hoạt động của Quốc hội. Nâng cao chất lượng đại biểu Quốc hội. Tăng cường hỗ trợ về nhân lực, kỹ thuật, thông tin, cơ sở vật chất cho hoạt động của đại biểu Quốc hội.
Tiếp tục hoàn thiện hoạt động lập pháp thông qua việc tăng cường ban hành luật, giảm thiểu việc ban hành Pháp lệnh của Ủy ban Thường vụ Quốc hội; chú trọng phân tích chính sách, đánh giá tác động; tổ chức việc tham vấn công chúng một cách khoa học, thực chất, hiệu quả; nâng cao tính chuyên nghiệp, chuyên môn hóa của các ban soạn thảo; chú trọng kiểm soát quyền lực; kịp thời phát hiện và xử lý vi phạm. Xây dựng đội ngũ chuyên viên giúp việc cho hoạt động lập pháp có trình độ, có năng lực tổng hợp và rà soát kỹ thuật của văn bản.